# Большеугренёво
Большеугренёво — село в Бийском районе Алтайского края России. Административный центр и единственный населённый пункт Большеугренёвского сельсовета.

## География
Находится в юго-восточной части края, в южных пределах Бийско-Чумышской возвышенности, на берегах реки Бехтемир.
Климат
Умеренный континентальный. Самый холодный месяц: январь (до −54 °C), самый тёплый: июль (до +39 °C). Годовое количество осадков составляет 450—500 мм.

## Население
| 1997 | 1998 | 1999 | 2000 | 2001 | 2002 | 2003  |
| ---- | ---- | ---- | ---- | ---- | ---- | ----- |
| 948  | ↗973 | ↗984 | ↘963 | ↗980 | ↘955 | ↗1006 |
| 2004 | 2005 | 2006 | 2007 | 2008 | 2009 | 2010  |
| ↘985 | ↘928 | ↗983 | ↘967 | ↘961 | ↗978 | ↘895  |
| 2011 | 2012 | 2013 | 2014 | 2015 | 2016 | 2017  |
| ↘894 | ↗897 | ↘858 | ↘818 | ↘811 | ↘799 | ↘790  |
| 2018 | 2019 | 2020 | 2021 |      |      |       |
| ↘789 | ↘763 | ↘730 | ↘722 |      |      |       |

Национальный состав
Согласно результатам переписи 2002 года, в национальной структуре населения русские составляли 95 % от 930 жителей.

## Инфраструктура
Функционируют Большеугреневская СОШ — филиал МКОУ Новиковская СОШ, администрация поселения, отделение «Почты России».

## Транспорт
Село доступно по дороге общего пользования межмуниципального значения «а/д К-11 — Большеугренёво -
Новиково» (идентификационный номер 01 ОП МЗ 01Н-01Н-0404)